# 펠릭스 뒤방
자크 펠릭스 뒤방(프랑스어: Jacques Félix Duban, 1798년 10월 14일~1870년 10월 8일)은 자크 이냐스 히토르프, 앙리 라브루스트와 동시대에 활동한 프랑스의 건축가이다.

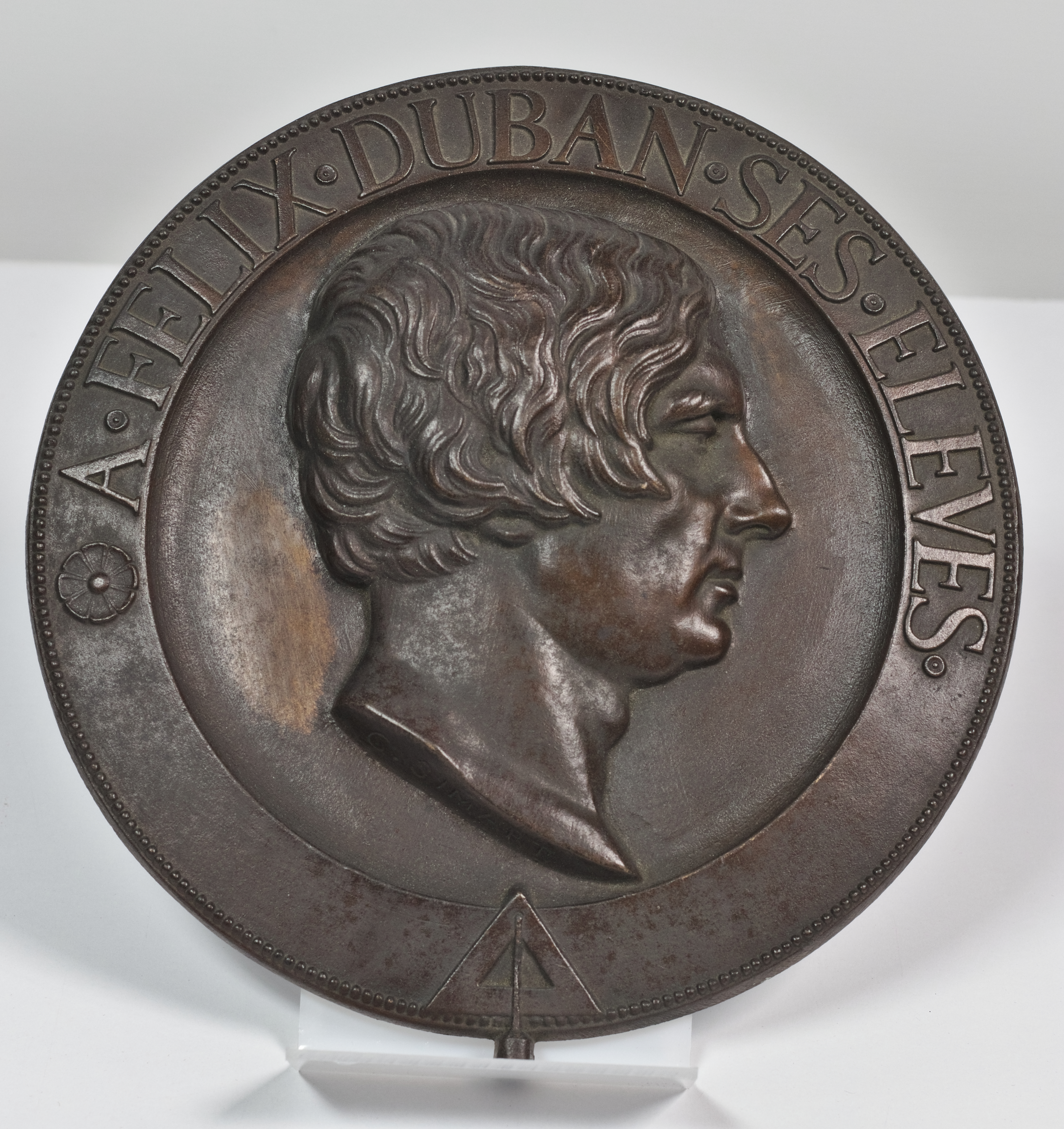
펠릭스 뒤방이 새겨진 메달

## 생애
뒤방은 1823년 에콜 데 보자르의 가장 권위 있는 상인 로마 대상을 수상했다. 그는 수상의 보상으로 5년간 이탈리아에 머물면서 많은 영향을 받게 됐는데, 특히 고대 폼페이의 다색화, 새로 발견된 에트루리아 무덤, 르네상스 시대에 그려진 웅장한 장식의 전통에서 영향을 받아 색채 감각이 두드러지게 되었다.
뒤방의 가장 대표적인 작품은 1830년에 착공한 파리 보자르의 본관 학교 건물이다. 본관이자 교육 공간인 팔레 데 에튀드(Palais des Études)는 예술가 교육을 위해 그림과 실내 조각이 통합적으로 배치되어 설계되었다. 그는 캠퍼스 전체를 재설계하고 정렬하여 보나파르트 거리에 있는 정문 입구에서 본관 건물을 바라볼 수 있도록 했다. 캠퍼스는 센강 쪽 까지 확장 공사가 이어졌고, 1861년경에 모든 공사가 완료되었다.
뒤방은 1854년에 미술 아카데미 회원으로 선출되었다. 그가 가르친 많은 학생 중에는 샤를오귀스트 퀘스텔도 있었는데, 그는 건축가 동료인 프랑수아 드브레의 매제이기도 했다.
1870년 향년 72세의 나이로 사망하였으며 몽파르나스 묘지에 묻혔다.

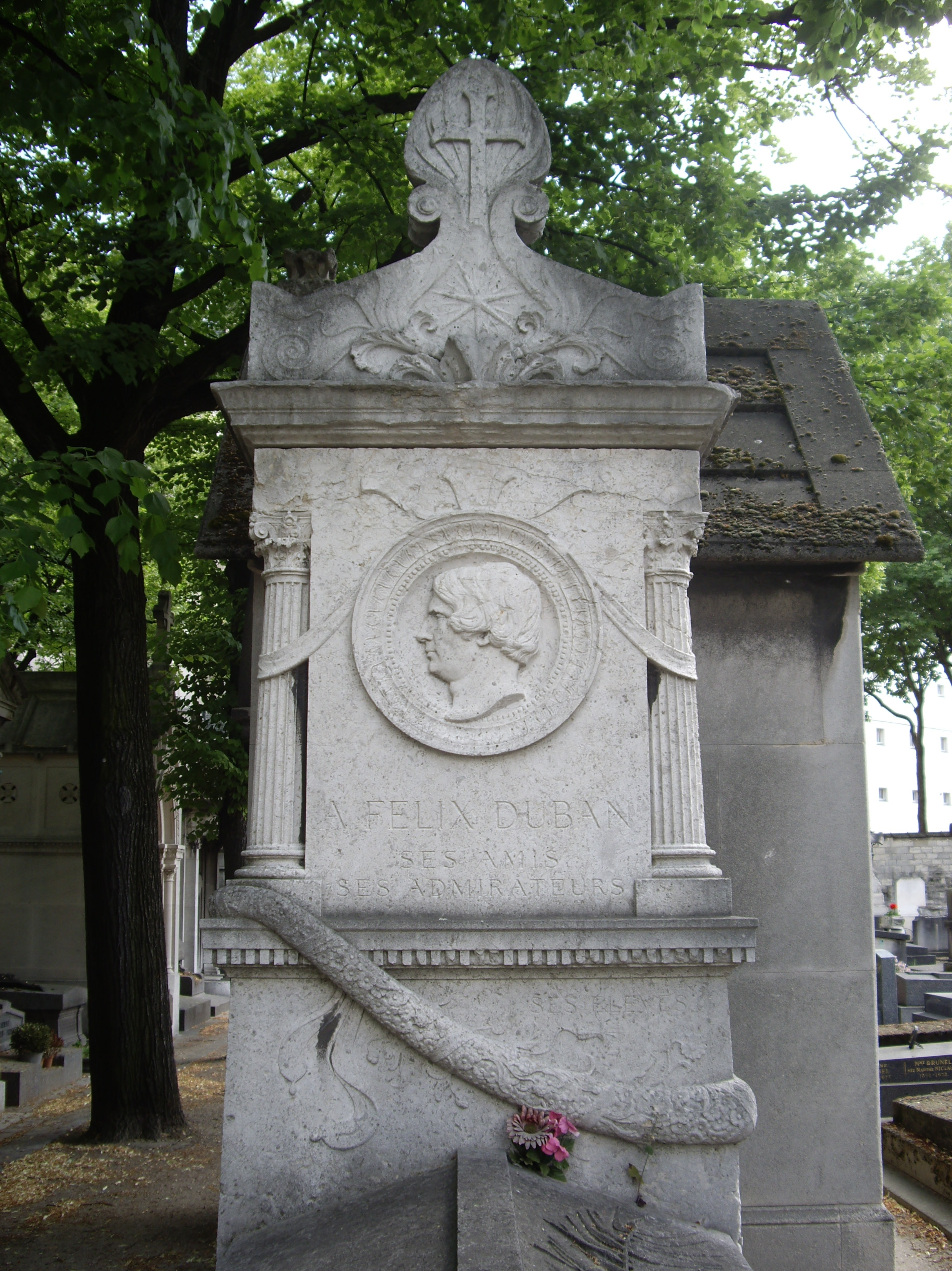
펠릭스 뒤방의 묘

## 작업
- 블루아성, 가이용성, 당피에르성 복원 작업
- 1848년부터 시작된 루브르 박물관의 아폴론 갤러리 완공 및 복원
- 장바티스트 라쉬와 젊은 외젠 비올레르뒤크와 함께 생트샤펠 복원
- 다양한 역사적 기념물 및 사적 기념물 복원